# Falles d'Alzira
Les Falles a Alzira se celebren des de 1888, quan a la Placeta de les Gallines (Plaça de Casasús) es va plantar la primera Falla.
Les Falles alzirenques van ser declarades d'Interés Turístic Nacional en 2005 i Bé d'Interés Cultural Immaterial en 2015. La Junta Local Fallera d'Alzira és l'entitat que s'encarrega de la gestió i organització de la festa fallera a la capital de la Ribera Alta. L'entramat associatiu faller de la ciutat compta amb un cens aproximat de 6.000 persones repartides en 35 comissions, que planten un total de 70 Falles. Per nombre de falleres i fallers se situa en la segona posició després de la ciutat de València.

## Comissions falleres
- Albuixarres-Camí fondo.
- L'Alquenència.
- L'Alquerieta.
- Colonia Ana Sanchis.
- Ausias March.
- El Parc.
- Camilo Dolz.
- Camí Nou.
- Cantereríes.
- Caputxins.
- Colmenar-Reis Católics.
- Doctor Ferran.
- El Mercat.
- Germanies.
- Hernán Cortés.
- Avinguda J. Pau.
- La Gallera-Hort dels Frares.
- Plaça la Malva.
- Les Basses.
- Avinguda Luis Suñer.
- Pare Castells.
- Penalet.
- Pere Esplugues.
- Pere Morell.
- Pintor Andreu.
- Plaça Alacant.
- Plaça del Forn.
- Plaça Major.
- Plaça Sagrada Familia.
- Sant Andreu.
- Sant Joan.
- Sant Judes.
- Sant Roc.
- Sants Patrons.
- Tulell-Avinguda.